# Cyclophyllum
Cyclophyllum es un género  de plantas con flores perteneciente a la familia Rubiaceae. Es nativo de Nueva Guinea.

## Taxonomía
El género fue descrito por Hook.f. in G.Bentham & J.D.Hooker y publicado en Genera Plantarum 2: 535. 1873.

## Especies aceptadas
A continuación se brinda un listado de las especies del género Cyclophyllum aceptadas hasta mayo de 2015, ordenadas alfabéticamente. Para cada una se indica el nombre binomial seguido del autor, abreviado según las convenciones y usos.	
- Cyclophyllum baladense Guillaumin
- Cyclophyllum balansae (Baill.) Guillaumin
- Cyclophyllum barbatum (G.Forst.) N.Hallé & J.Florence
- Cyclophyllum brevipes (Merr. & L.M.Perry) S.T.Reynolds & R.J.F.Hend.
- Cyclophyllum calyculatum Guillaumin
- Cyclophyllum cardiocarpum (Baill.) Guillaumin
- Cyclophyllum caudatum (Valeton) A.P.Davis & Ruhsam
- Cyclophyllum coprosmoides (F.Muell.) S.T.Reynolds & R.J.F.Hend.
- Cyclophyllum costatum (C.T.White) S.T.Reynolds & R.J.F.Hend.
- Cyclophyllum cymosum S.Moore
- Cyclophyllum deplanchei Hook.f.
- Cyclophyllum fragrans (Schltr. & K.Krause) Mouly
- Cyclophyllum francii Guillaumin
- Cyclophyllum henriettiae (Baill.) Guillaumin
- Cyclophyllum jasminifolium Guillaumin & McKee
- Cyclophyllum longiflorum (Valeton) A.P.Davis & Ruhsam
- Cyclophyllum longipetalum S.T.Reynolds & R.J.F.Hend.
- Cyclophyllum lordbergense A.P.Davis
- Cyclophyllum maritimum S.T.Reynolds & R.J.F.Hend.
- Cyclophyllum marquesense (F.Br.) Govaerts
- Cyclophyllum merrillianum Guillaumin
- Cyclophyllum multiflorum S.T.Reynolds & R.J.F.Hend.
- Cyclophyllum novoguineensis (Miq.) A.P.Davis
- Cyclophyllum pancheri (Baill.) Guillaumin
- Cyclophyllum protractum S.T.Reynolds & R.J.F.Hend.
- Cyclophyllum rectinervium (A.C.Sm.) A.C.Sm. & S.P.Darwin
- Cyclophyllum rostellatum S.T.Reynolds & R.J.F.Hend.
- Cyclophyllum sagittatum (Baill.) Guillaumin
- Cyclophyllum saviense Guillaumin
- Cyclophyllum schultzii (O.Schwarz) S.T.Reynolds & R.J.F.Hend.
- Cyclophyllum sessilifolium (A.Gray) A.C.Sm. & S.P.Darwin
- Cyclophyllum subsessile (Valeton) A.P.Davis
- Cyclophyllum subulatum (Baill.) Guillaumin
- Cyclophyllum tenuipes Guillaumin
- Cyclophyllum urophyllum (Valeton) A.P.Davis
- Cyclophyllum valetonianum (S.Moore) A.P.Davis
- Cyclophyllum vieillardii (Baill.) Guillaumin